# Академія святого Луки
Академія святого Луки (італ. Accademia di San Luca) — об'єднання художників, створене в Римі з ініціативи папи римського Григорія XIII і відкрите в 1593 рік відомим художником Федеріко Цуккарі і за підтримки кардинала Федеріко Борромео. Продовжувало традиції середньовічних гільдій Святого Луки.

## Опис
Академія отримала свою назву на ім'я святого євангеліста Луки, що згідно з переказами намалював картину, котра зображала Богородицю з немовлям, і вважався святим покровителем художників. Першим президентом нового суспільства став також Ф.Цуккаро. Займаючи цю посаду, він розробив правила викладання мистецтв, реформувавши цю область педагогіки. Крім Ф.Цуккаро, в число засновників Академії св. Луки входив також і Джироламо Муціано. 

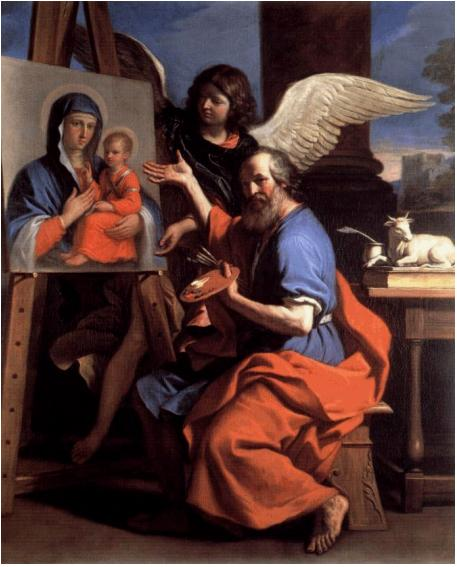
Гверчіно, Євангеліст Лука, який малює Діву Марію

Римська Академія святого Луки організовувалася за зразком першої художньої Академії в Італії — створеної у Флоренції в 1563 році великим герцогом Козімо I Медічі Accademia del Disegno, і використовувала подібну флорентійської навчальну програму. У 1607 році Цуккаро випускає твір «Думки про живопис, скульптури та архітектури» («Idea de'pittori scultori ed architetti»), що стало художньо-теоретичною основою для викладання мистецтв.
У зв'язку з чудово поставленими навчальним процесом і організацією виставок, Академія св. Луки стала шанованим зразком для сучасних художніх академій. У 1635 році, під патронажем папи Урбана VIII, вона була остаточно затверджена у своїх правах і статусі. Її членами були більшість відомих італійських і багато закордонних художники.
Протягом XVII століття Академія святого Луки домоглася посилення свого впливу на розвиток художнього життя в Італії, а також підвищення авторитету своїх членів. Між рядовими живописцями подібне до Андреа Саккі і «академіками» (як, наприклад, П'єтро да Кортона) траплялися сварки і чвари.
У 1872 році Accademia di San Luca була перетворена в Королівську академію, а в 1948 — у Національну академію св. Луки (Accademia Nazionale di San Luca). Розташована вона нині в Римі на площі Академії ді Сан-Лука ( Piazza dell'Accademia di San Luca), в палаццо Карпенья (Palazzo Carpegna), побудованому в XVI столітті.
Академії Святого Луки належить картинна галерея з полотнами і скульптурами в дусі класицизму і академізму, серед них близько 500 портретів. Тут же — чудове зібрання творів графіки та малюнків.

## Відомі люди

### Президенти академії
- Доменікіно
- Алессандро Альгарді
- Джованні Лоренцо Берніні
- Доменіко Гвіді
- Томмазо Лауреті
- Алессандро Туркі
- П'єтро да Кортона
- П'єр Франческо Мола
- Сімон Вуе
- Шарль Лебрен
- Рафаель Менгс
- Антон фон Марон
- Антоніо Канова
- Вінченцо Камуччіні.

### Учні
- Остап Білявський[10]
- Андрій Коцка
- Юзеф Унєжиський